# 杜巴里府

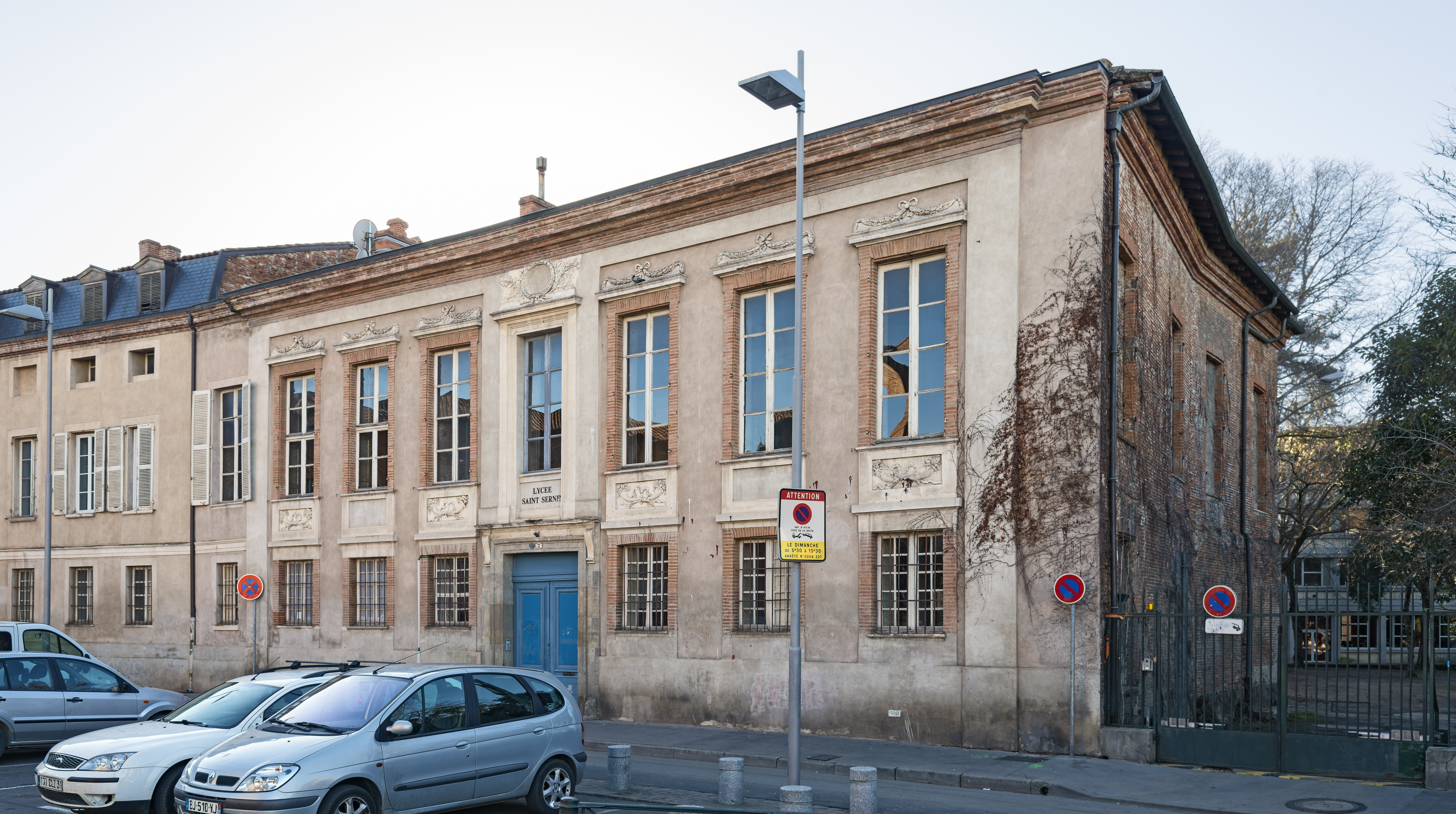

杜巴里府（hôtel Dubarry）是法国西南部奥克西塔尼大区首府图卢兹的一座历史建筑，建于1777年，位于第一区圣塞宁广场，圣塞宁圣殿对面。

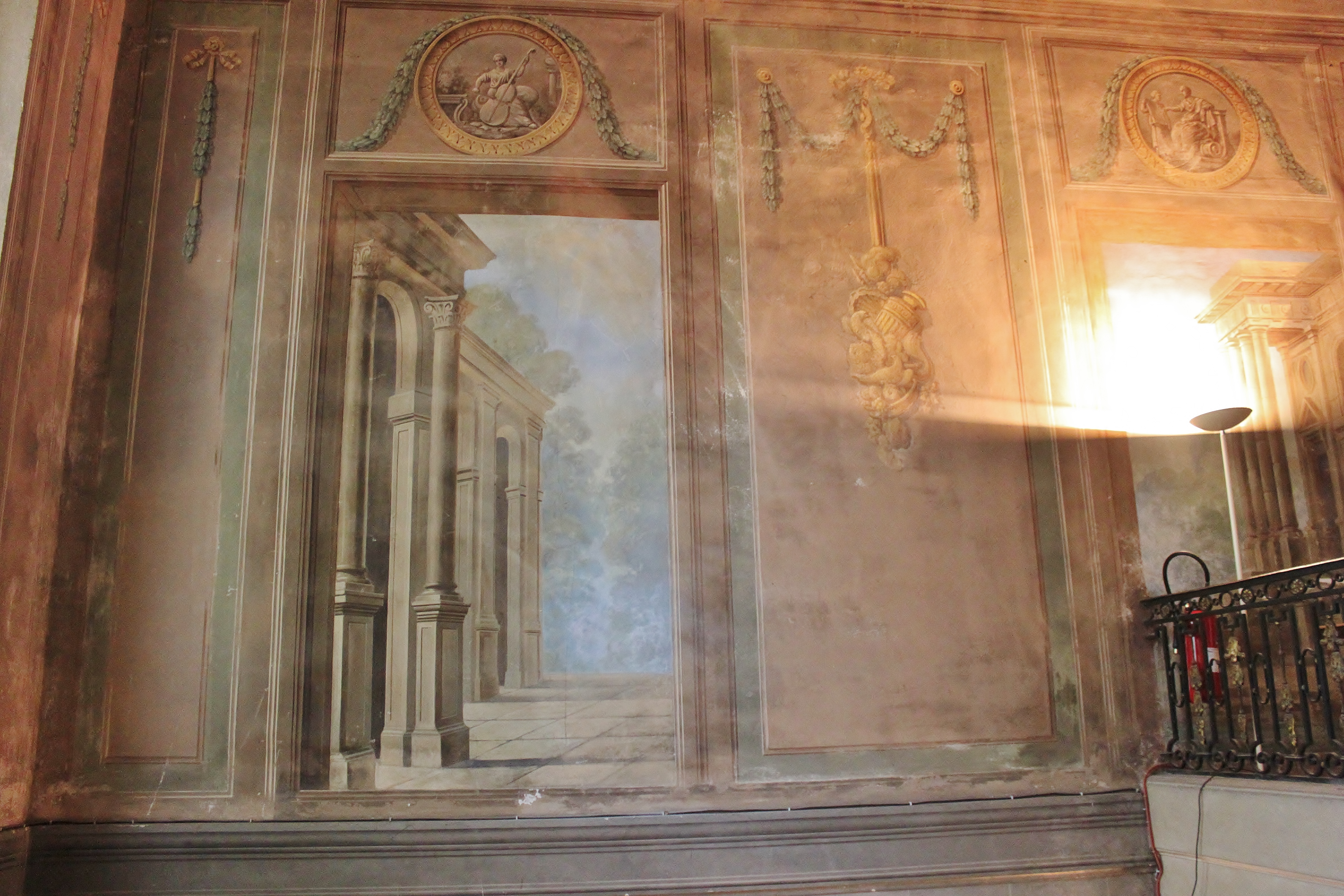
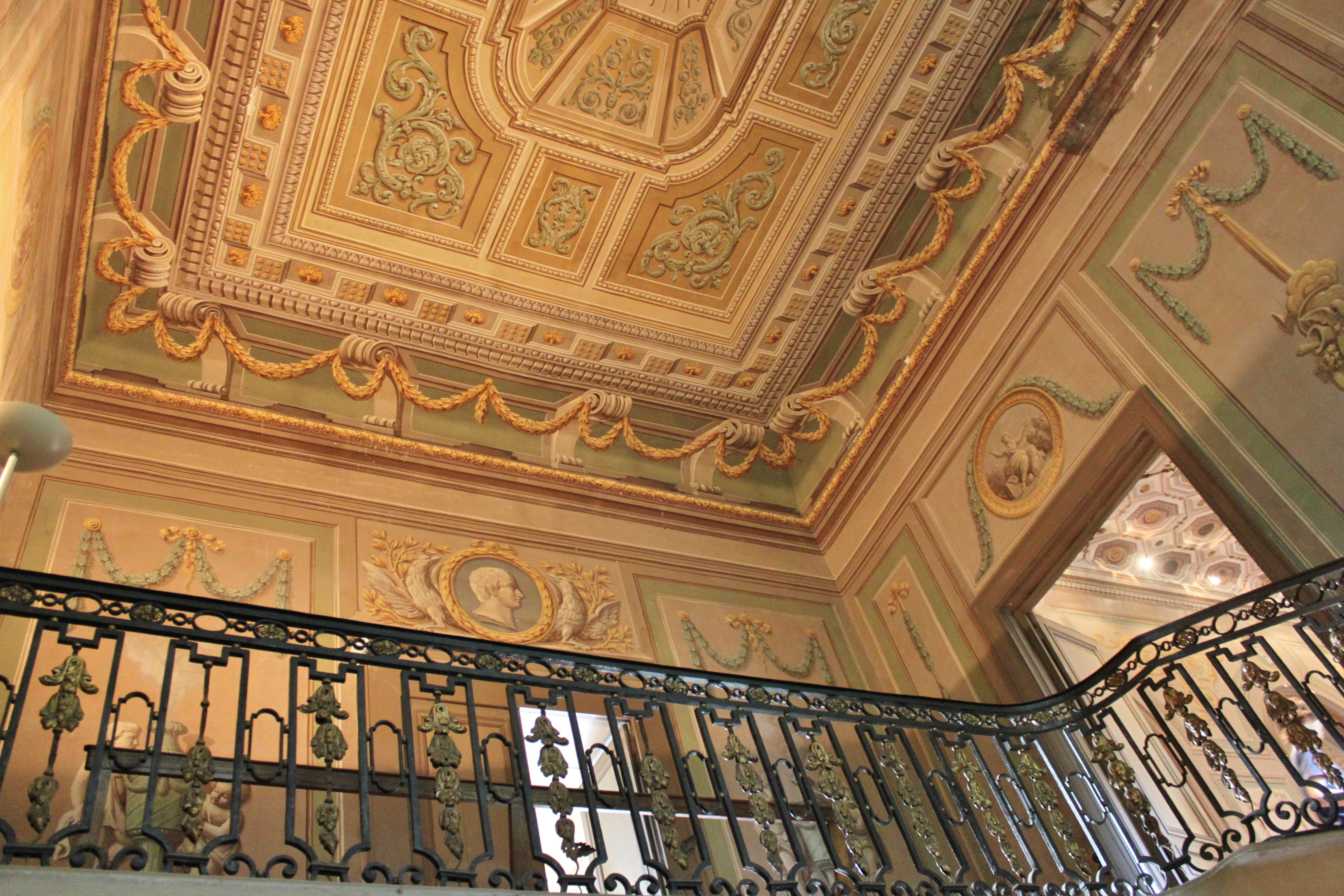
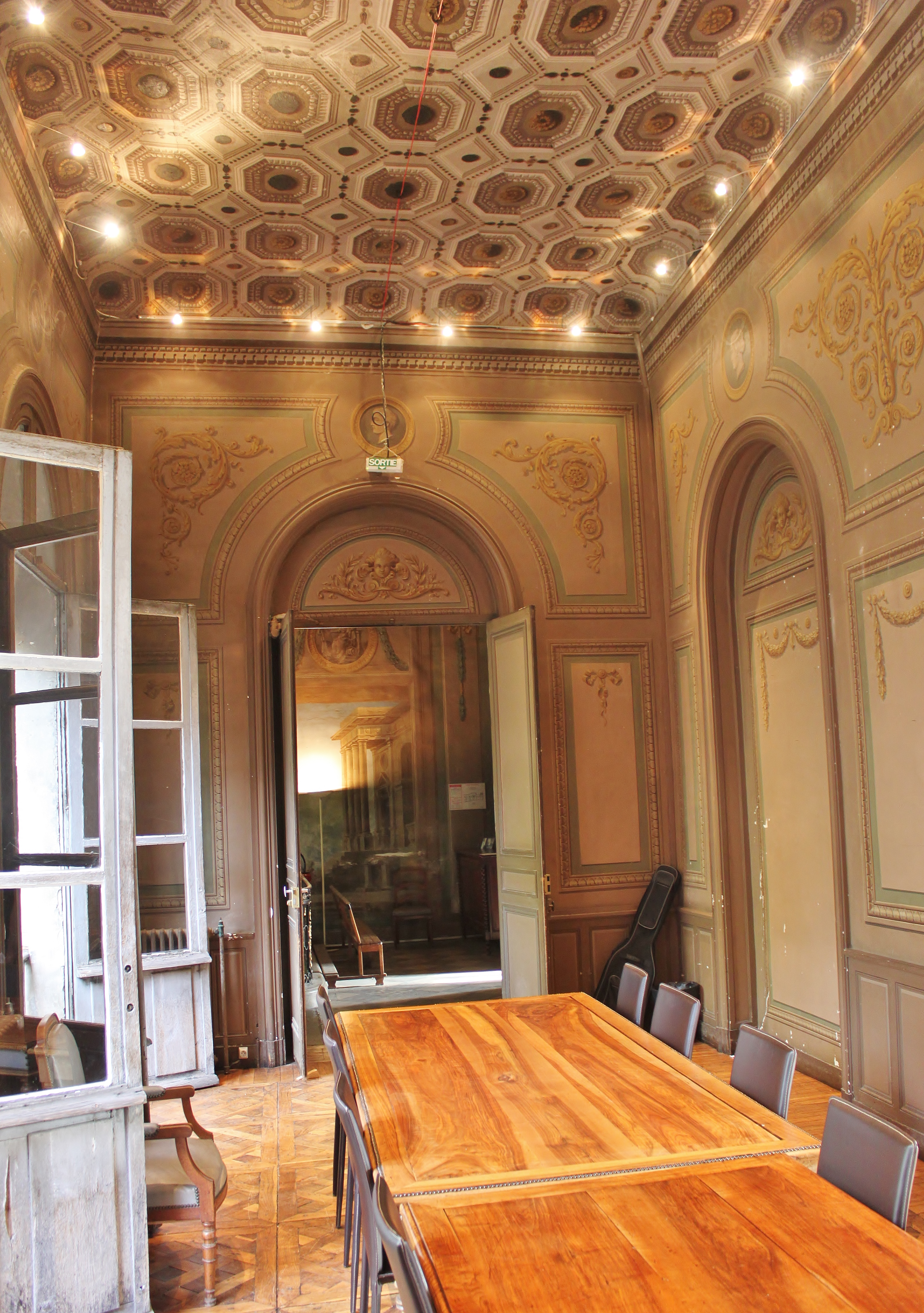
.
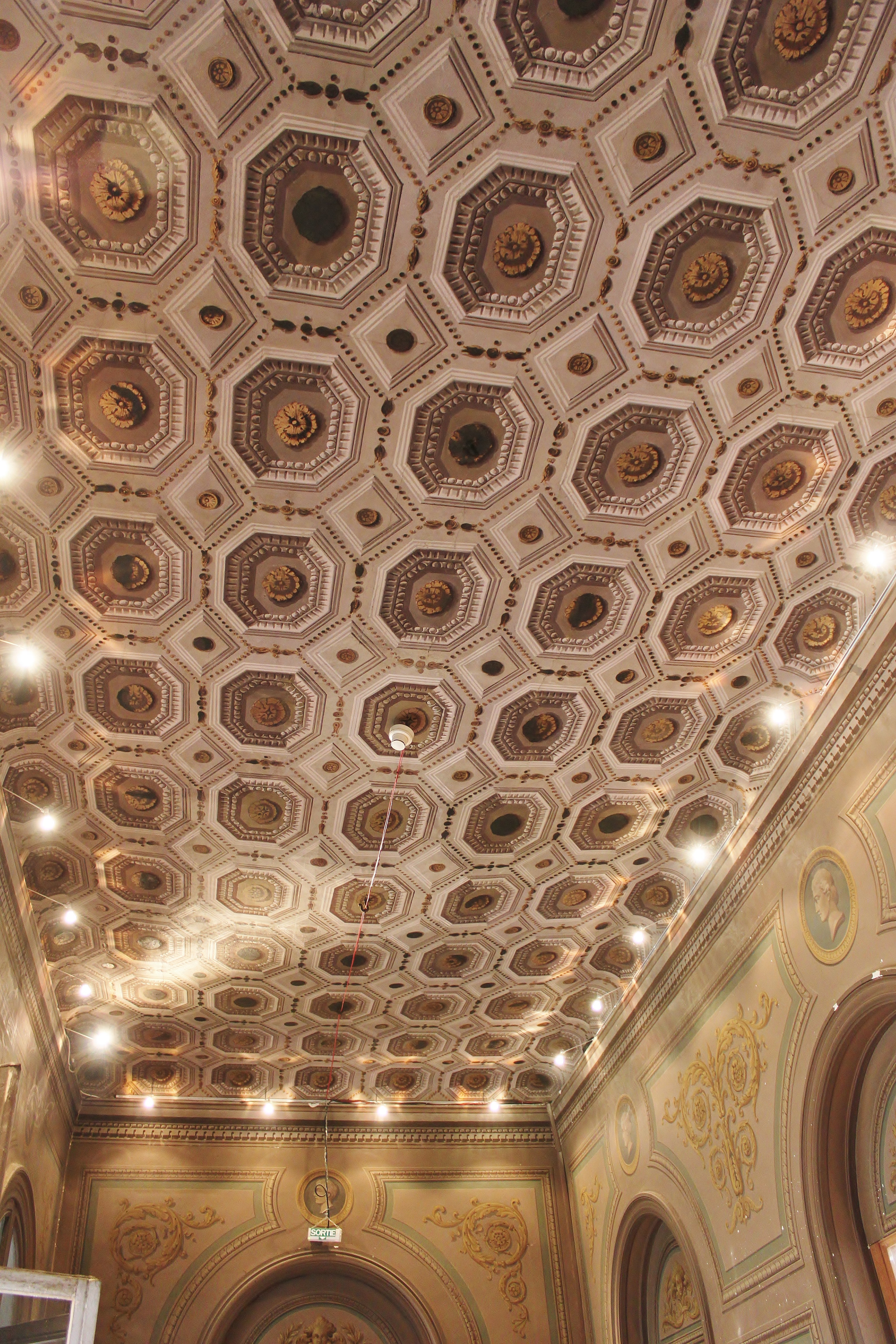
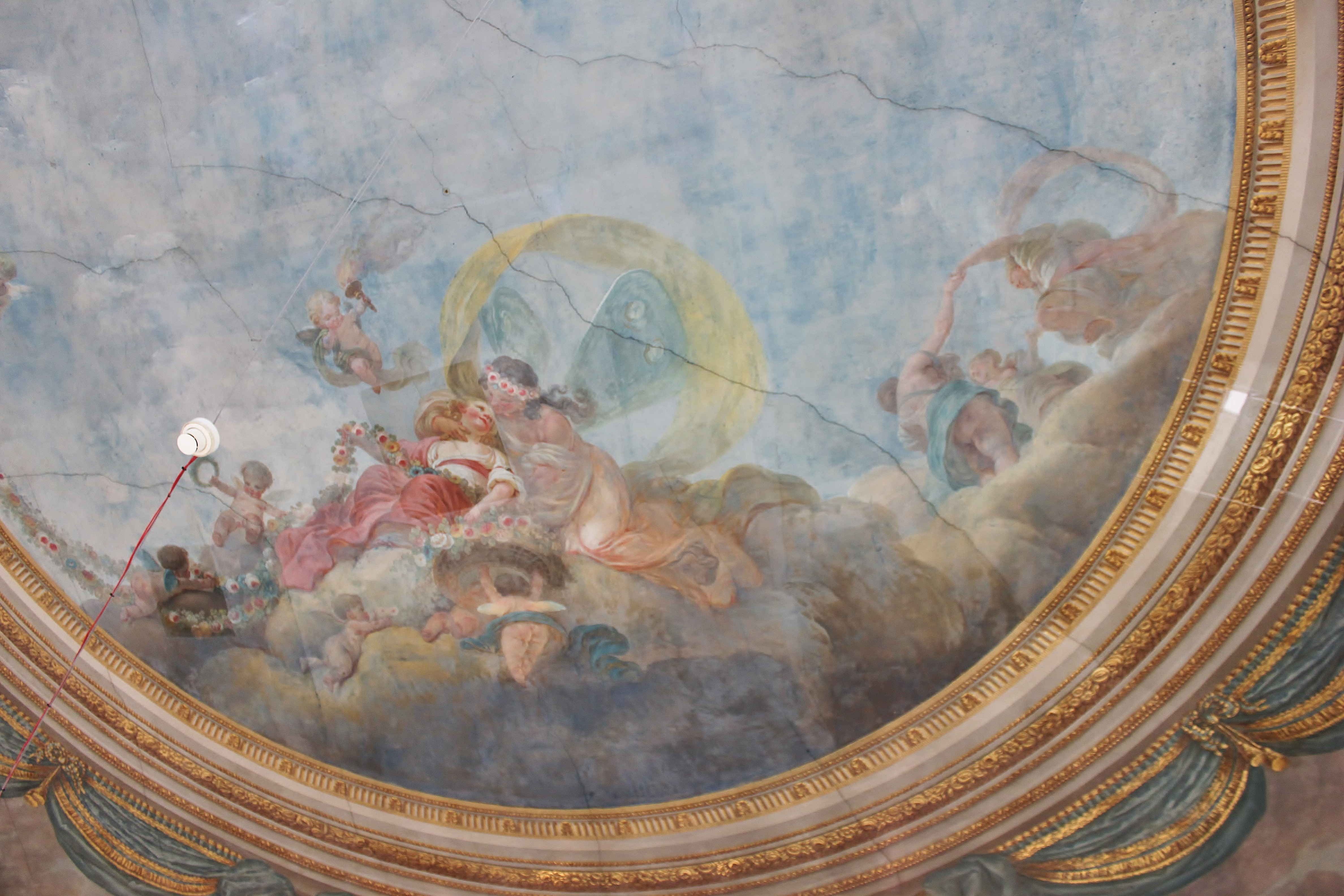
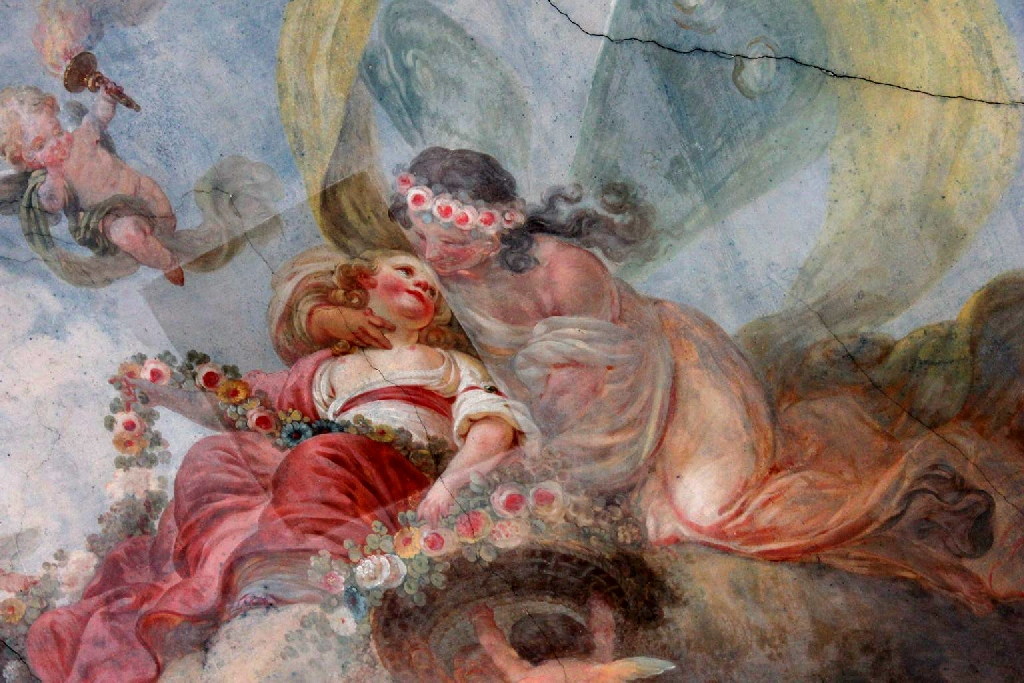
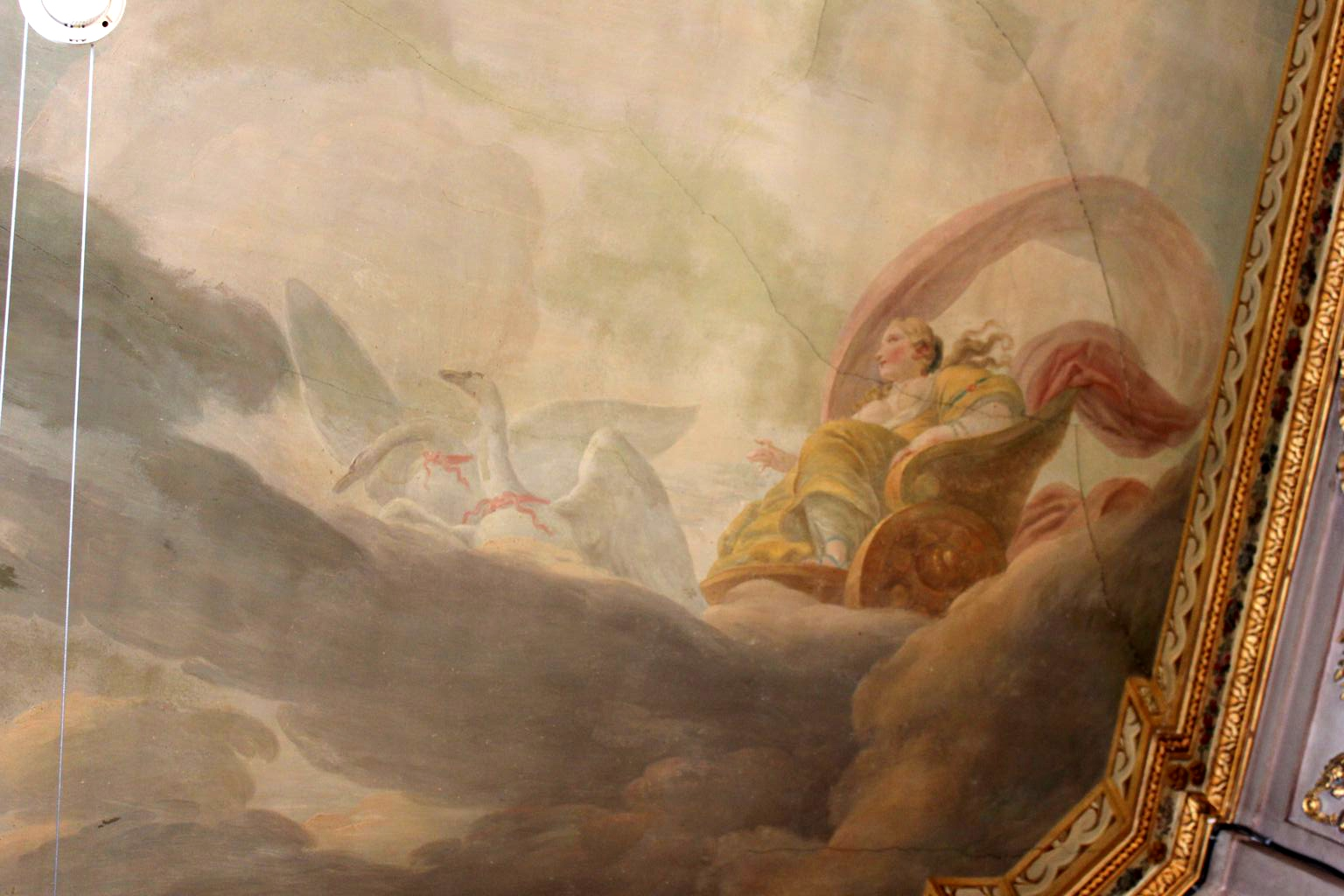

1984年10月11日公布为法国历史遗迹.